# Івона Гартвіч
Івона Гартвіч (пол. Iwona Hartwich), до шлюбу Зелінська  (нар. 6 вересня 1970, Рипін) — польська громадська та політична діячка, депутатка Сейму 9-го скликання від списку Громадянської коаліції.

## Біографія
У 1988 році здобула базову професійну освіту в галузі продажу в Комплексі шкіл економіки в Торуні . У 2022 році закінчила середню школу для дорослих у цьому ж місті. За професією працювала торговицею, припинила роботу після народження сина з інвалідністю. Активістка прав осіб з інвалідністю та їх опікунів, заснувала Асоціацію «Mam Przyszłość». Двічі брала участь в акціях протесту в районі Сейму. Стала лідеркою групи, що постійно перебувала в районі парламенту, і очолила ці протести. Перший з них тривав 17 днів (березень-квітень 2014 року) і стосувався звернення щодо збільшення розміру допомоги по догляду за хворими. Другий тривав 40 днів (квітень-травень 2018 р.) і включав, зокрема, постулат підвищення соціальної пенсії. Після обох цих акцій їй заборонили вхід до Сейму (другий з них скасували після обрання депутаткою).
Прийняла пропозицію балотуватися на парламентських виборах 2019 року до Сейму від списку Громадянської коаліції в окрузі № 5 (Торунь). Спочатку їй запропонували 3 місце, але після оголошення попередніх списків її поставили на 7 місце. Тоді Івона Гартвіч оголосила, що не балотуватиметься на посаду. Зрештою, після зустрічі з Ґжеґожем Схетиною, вона посіла 3 місце в Торуньському списку. За результатами цих виборів обрана до Сейму 9-го скликання, отримала 10 865 голосів.

У 2022 році стала головою законодавчого ініціативного комітету, який пропонував вирівняти соціальну пенсію з мінімальною заробітною платою . Проєкт та підписи були подані в березні 2023 року. 6 березня того ж року оголосила про відновлення протесту людей з інвалідністю у Сеймі. Акція протесту призупинена 24 березня 2023 року через стан здоров'я її учасників.

## Особисте життя
Одружена, має двох дітей. Старший син Якуб народився з ДЦП і пересувається на візку. Разом із матір’ю брав участь у протестах у Сеймі.